# بيير رولان
بيير رولان (بالفرنسية: Pierre Rolland)‏ ولد بتاريخ 10 أكتوبر 1986 في فرنسا، هو دراج فرنسي في صنف سباق الدراجات على الطريق. شارك في دورة الألعاب الأولمبية الصيفية.

## سجل النتائج

### سباقات أو مراحل فاز بها
- طواف فرنسا

### المراكز
- حقق المركز الـ 10 في سباق طواف فرنسا 2011
- حقق المركز الـ 8 في سباق طواف فرنسا 2012
- حقق المركز الـ 4 في طواف إيطاليا 2014
- حقق المركز الـ 10 في سباق طواف فرنسا 2015

### سباقات أو مراحل فاز بها
| التاريخ        | السباق                             | المركز                                                                   |
| -------------- | ---------------------------------- | ------------------------------------------------------------------------ |
| 21 يناير 2007  | لا تروبيكال أميسا بونغو 2007       |                                                                          |
| 06 فبراير 2007 | سباق جائزة لا مارسيليس الكبرى 2007 | السابع في التصنيف العام                                                  |
| 22 أبريل 2007  | ترو-برو ليون 2007                  | الثامن في التصنيف العام                                                  |
| 08 يوليو 2007  | طواف دوبس 2007                     | الثاني في التصنيف العام                                                  |
| 15 أغسطس 2007  | طواف أين 2007                      | الثاني في تصنيف الجبال، السابع في تصنيف النقاط                           |
| 16 مارس 2008   | باريس-نايس 2008                    | الخامس في تصنيف أفضل شاب                                                 |
| 15 أبريل 2008  | باريس-كاممبير 2008                 | التاسع في التصنيف العام                                                  |
| 04 مايو 2008   | Trophée des Grimpeurs 2008         | الثامن في التصنيف العام                                                  |
| 15 يونيو 2008  | سباق دوفين للدراجات 2008           | الأول في تصنيف الجبال                                                    |
| 18 يناير 2009  | لا تروبيكال أميسا بونغو 2009       |                                                                          |
| 15 مارس 2009   | باريس-نيس 2009                     | الرابع في تصنيف أفضل شاب                                                 |
| 24 يوليو 2011  | سباق طواف فرنسا 2011               | الأول في تصنيف أفضل شاب، العاشر في التصنيف العام، السابع في تصنيف الجبال |
| 22 أبريل 2012  | لييج-باستون-لييج 2012              |                                                                          |
| 05 أبريل 2013  | سباق حلبة دي لا سارث 2013          | الفائز في التصنيف العام                                                  |
| 19 أبريل 2015  | طواف كاستيلون 2015                 | الفائز في التصنيف العام                                                  |
| 26 مارس 2017   | فولتا كاتالونيا 2017               |                                                                          |
| 08 أغسطس 2020  | طواف باي دو سافوا 2020             | الفائز في التصنيف العام                                                  |
| 12 يونيو 2022  | سباق دوفيني للدراجات 2022          | الأول في تصنيف الجبال، الخامس في تصنيف النقاط                            |

## روابط خارجية
- بيير رولان على موقع الاتحاد الدولي للدراجات (الإنجليزية)
- بيير رولان على موقع أرشيف الدراجات (الإنجليزية)
- بيير رولان على موقع إحصائيات الدراجات الإحترافية (الإنجليزية)
- بيير رولان على موقع نسبة الدراجات (الإنجليزية)
- بيير رولان على موقع CycleBase (الإنجليزية)
- بيير رولان على موقع أوليمبيديا (الإنجليزية)
- بيير رولان على موقع اللجنة الأولمبية الفرنسية (مؤرشف) (الفرنسية)
- Pierre Rolland profile نسخة محفوظة 1 يونيو 2013 على موقع واي باك مشين.
- بيير رولان على موقع الاتحاد الدولي للدراجات (الإنجليزية)
- بيير رولان على موقع أرشيف الدراجات (الإنجليزية)
- بيير رولان على موقع إحصائيات الدراجات الإحترافية (الإنجليزية)
- بيير رولان على موقع نسبة الدراجات (الإنجليزية)
- بيير رولان على موقع CycleBase (الإنجليزية)
- بيير رولان على موقع أوليمبيديا (الإنجليزية)
- بيير رولان على موقع اللجنة الأولمبية الفرنسية (مؤرشف) (الفرنسية)